# Круляк, Станислав
Станислав Круляк (пол. Stanisław Królak; 26 января 1931, Варшава — 31 мая 2009, Варшава) — польский велогонщик. Заслуженный мастер спорта Польши.

## Спортивная карьера
С 1949 г. участвовал в соревнованиях. В 1952 г. впервые принял участие в Велогонке Мира, в 1956 г. стал первым польским спортсменом, которому удалось её выиграть.
Двукратный чемпион Польши по шоссейному велоспорту в групповой гонке (1952 и 1955, серебряная медаль в 1953, бронзовая в 1958), чемпион Польши по велокроссу (1955), двукратный чемпион Польши по трековому велоспорту на дистанции 4000 метров (1950 и 1954).
Победитель этапов на многодневки Тур Польши.
По завершении спортивной карьеры окончил варшавскую Академию физического воспитания, работал в различных спортивных клубах Польши.